# ストレートじゃいられない
『ストレートじゃいられない』（英: I Can't Think Straight）は、2007年製作のイギリスの映画。
日本では2009年7月20日に第18回東京国際レズビアン&ゲイ映画祭で初上映された。

## キャスト
- タラ：リサ・レイ
- レイラ：シェータル・シェス
- オマール：ダリップ・タヒル
- ハウスキーパー：ニナ・ワディア
- ヤスミン：アンバー・ローズ・レヴァ
- ラミア：アンヤ・ラヒリ
- レベッカ・ジェイムソン（クレジット無し）